# Collegio uninominale Lazio 1 - 06 (2017)
Il collegio elettorale uninominale Lazio 1 - 06 è stato un collegio elettorale uninominale della Repubblica Italiana per l'elezione della Camera dei deputati tra il 2017 ed il 2022.

## Territorio
Come previsto dalla legge elettorale italiana del 2017, il collegio era stato definito tramite decreto legislativo all'interno della circoscrizione Lazio 1.
Era formato da parte del territorio del comune di Roma (Quartiere Tuscolano, Quartiere Don Bosco, Quartiere Appio Claudio, Zona Torre Maura e Quartiere Appio-Pignatelli).
Il collegio era parte del collegio plurinominale Lazio 1 - 02.

## Eletti
| Elezione | Elezione | Deputato       | Partito            |
| -------- | -------- | -------------- | ------------------ |
|          | 2018     | Felice Mariani | Movimento 5 Stelle |
|          | 2021     | Felice Mariani | Lega               |

## Dati elettorali

### XVIII legislatura
Come previsto dalla legge elettorale, 232 deputati erano eletti con sistema a maggioranza relativa in altrettanti collegi uninominali a turno unico.
| Candidati              | Candidati                | Voti    | %     | Liste                                | Voti    | %     |
| ---------------------- | ------------------------ | ------- | ----- | ------------------------------------ | ------- | ----- |
|                        | Felice Mariani ✔️ Eletto | 38 899  | 32,52 | Movimento 5 Stelle                   | 38 899  | 32,52 |
|                        | Fabio Rampelli           | 34 072  | 28,48 | Lega                                 | 11 880  | 9,93  |
| Forza Italia           | Fabio Rampelli           | 34 072  | 28,48 | 10 833                               | 9,06    |       |
| Fratelli d'Italia      | Fabio Rampelli           | 34 072  | 28,48 | 10 793                               | 9,02    |       |
| Noi con l'Italia - UDC | Fabio Rampelli           | 34 072  | 28,48 | 566                                  | 0,47    |       |
|                        | Ileana Argentin          | 33 250  | 27,79 | Partito Democratico                  | 27 099  | 22,65 |
| +Europa                | Ileana Argentin          | 33 250  | 27,79 | 5 021                                | 4,20    |       |
| Italia Europa Insieme  | Ileana Argentin          | 33 250  | 27,79 | 699                                  | 0,58    |       |
| Civica Popolare        | Ileana Argentin          | 33 250  | 27,79 | 461                                  | 0,39    |       |
|                        | Flavia Leuci             | 6 349   | 5,31  | Liberi e Uguali                      | 6 349   | 5,31  |
|                        | Francesca Scotto Rosato  | 2 929   | 2,45  | Potere al Popolo!                    | 2 929   | 2,45  |
|                        | Chiara Del Fiacco        | 1 727   | 1,44  | CasaPound                            | 1 727   | 1,44  |
|                        | Tiziano Censi            | 837     | 0,70  | Partito Comunista                    | 837     | 0,70  |
|                        | Filomena Fiorito         | 630     | 0,53  | Il Popolo della Famiglia             | 630     | 0,53  |
|                        | Serena De Simone         | 380     | 0,32  | Italia agli Italiani                 | 380     | 0,32  |
|                        | Alessia Gianaroli        | 224     | 0,19  | 10 Volte Meglio                      | 224     | 0,19  |
|                        | Francesco Fioravanti     | 149     | 0,12  | Per una Sinistra Rivoluzionaria      | 149     | 0,12  |
|                        | Tamara Djuranova         | 105     | 0,09  | Lista del Popolo per la Costituzione | 105     | 0,09  |
|                        | Fabrizio De Lorenzo      | 77      | 0,06  | Blocco Nazionale per le Libertà      | 77      | 0,06  |
| Totale                 | Totale                   | 119 628 | 100   |                                      | 119 628 | 100   |
|                        |                          |         |       |                                      |         |       |
| Voti non validi        | Voti non validi          | 3 193   | 2,60  |                                      |         |       |
| Votanti                | Votanti                  | 122 821 | 71,87 |                                      |         |       |
| Elettori               | Elettori                 | 170 902 |       |                                      |         |       |